# Hızıruşağı, Kozaklı
Hızıruşağı là một xã thuộc huyện Kozaklı, tỉnh Nevşehir, Thổ Nhĩ Kỳ. Dân số thời điểm năm 2011 là 51 người.